# Rhamphomyia parvisinuata
Rhamphomyia parvisinuata är en tvåvingeart som beskrevs av Bartak 2002. Rhamphomyia parvisinuata ingår i släktet Rhamphomyia och familjen dansflugor.
Artens utbredningsområde är Kalifornien. Inga underarter finns listade i Catalogue of Life.